# Saya (chanteuse)
Pour les articles homonymes, voir Saya.
Saya est une chanteuse française née le 9 janvier 1978 à Saint-Denis.

## Carrière
Saya passe toute son enfance à la Martinique où elle intègre le collectif Redzone en tant que soliste et choriste sous le pseudonyme Soothsaya. Un jour, elle se fait repérer par Passi, directeur de ISSAP prod. Il la convainc de chanter avec lui en duo sa chanson Tourner des pages, pour la compilation Dis l'heure de rimes. Le 28 janvier 2002, le titre Tourner des pages en featuring Passi sort en single et atteint la 18e place du classement français. 
Le 28 janvier 2003, elle publie le single : Une femme avec une femme, reprise du groupe Mecano, qui s'érige au 19e rang des meilleures ventes de singles. Le 15 avril 2003, elle sort son premier album prénommé À la vie, qui agrémenté des singles Tourner des pages en featuring Passi, Une femme avec une femme et des collaborations de Jacob Desvarieux, Laure Milan ou encore celle de Kareen Guiock, obtient la 103e meilleure place dans le classement. Le 2 septembre 2003, le titre De l’or entre les mains est commercialisé et se classe au 31e rang des meilleures ventes de singles.
Le 10 avril 2006, elle revient sur le devant de la scène en proposant le single Je pense à toi, qui obtient le 7e rang des meilleures ventes de single français.
Le 7 mars 2007, elle propose le single Tu aimeras.
Le 8 juin 2009, elle propose le single Je m’envolais. Le 15 juin 2009, elle sort un second album intitulé Comme une femme dont sont extraits les singles Je pense à toi et Je m’envolais.

## Discographie

### Albums
- À la vie (2003)
- Comme une femme (2009)

### Singles
- Tourner des pages (2002)
- Une femme avec une femme (2003)
- De l'or entre les mains (2003)
- Je pense à toi' (2006)
- Tu aimeras (2007)
- Je m'envolais (2009)

## Clips
- 2002 : Tourner des pages
- 2003 : Une femme avec une femme (réalisé par J.G Biggs)
- 2003 : De l'or entre les mains
- 2006 : Je pense à toi
- 2007 : Tu aimeras
- 2009 : Je m'envolais